# Hannah Montana
Hannah Montana is een Amerikaanse komedieserie gecreëerd door Michael Poryes, Richard Correll en Barry O'Brien en uitgezonden op Disney Channel. De serie werd gemaakt voor kinderen tussen de 7 en 17 jaar. Het eerste seizoen werd vanaf 17 mei 2008 in Nederland uitgezonden door Jetix in een Nederlandse nasynchronisatie. Dat seizoen werd vanaf 20 juni 2009 opnieuw uitgezonden met ondertiteling, omdat de nagesynchroniseerde grappen niet begrepen werden. Het laatste seizoen kreeg een nieuwe naam: Hannah Montana Forever.
In Vlaanderen werd de serie van 3 september 2007 tot en met 15 juli 2009 uitgezonden door VT4. Sinds 1 november 2009 komt de reeks op het Vlaamse Disney Channel.
Seizoen 4 werd opgenomen vanaf 17 januari 2010. De opnames eindigden op 14 mei 2010. Dat was het laatste seizoen. Een woordvoerster van Disney heeft dit bevestigd. Cyrus meldde ook al dat ze na de laatste opnames de pruik zal verbranden, ze wil van het Hannah Montana-imago af. Intussen heeft ze bevestigd dat ze dit niet gedaan heeft.
De laatste aflevering was op 16 januari 2011 te zien in de Verenigde Staten. Seizoen 4 werd vanaf 1 januari 2011 uitgezonden in België en Nederland en eindigde op 2 juni 2011.

## Personages
Miley Stewart is een normale scholier die stiekem 's avonds met een pruik op door het leven gaat als de populaire popster Hannah Montana. Alleen haar familie en beste vrienden weten dit. Elke aflevering krijgt ze weer te maken met problemen. Haar beste vriend is Oliver Oken. Hij was ooit smoorverliefd op Hannah Montana, totdat hij erachter kwam dat Miley Hannah was. Hij kan ook heel goed zingen.
Lilly Truscott/Lola Luftnagle is de beste vriendin van Miley. Ze was een grote fan van Hannah Montana, totdat ze erachter kwam dat Miley dit in werkelijkheid was. Ze is dol op skateboarden, surfen, jongens, het strand en het winkelcentrum. Ze probeert er nog steeds mee om te gaan dat Miley werkelijk Hannah is. Ook heeft ze sinds de aflevering "What I Don't Like About You" van seizoen 3 een relatie met Oliver Oken.
Robby Ray Stewart is een weduwnaar en de vader van Miley en Jackson. Hij is tevens haar manager en producent, wanneer Miley Hannah Montana is. Hij geeft haar meestal raad, wanneer Miley problemen heeft.
Jackson Stewart is de grotere broer van Miley en is student. Hij geeft veel om zijn imago en geld, is dol op meisjes en wil alles doen om bij hen in de smaak te vallen.

## Rolverdeling per seizoen
Legenda
 = Hoofdrol
 = Bijrol
 = Geen rol
| Miley Cyrus     | Miley Stewart     | 26 | 29 | 30 | 13 | 98 |
| Emily Osment    | Lily Truscott     | 26 | 29 | 30 | 12 | 97 |
| Jason Earles    | Jackson Stewart   | 26 | 29 | 30 | 12 | 97 |
| Billy Ray Cyrus | Robby Ray Stewart | 26 | 29 | 27 | 12 | 94 |
| Mitchel Musso   | Oliver Oken       | 26 | 23 | 24 | 2  | 75 |
| Moisés Arias    | Rico Suave        | 5  | 21 | 23 | 9  | 58 |

### Terugkerende personages
| Shanica Knowles           | Amber Addison     | 8 | 4 | 2 | 1 | 15 |
| Anna Maria Perez de Taglé | Ashley Dewitt     | 8 | 4 | 2 | 1 | 15 |
| Romi Dames                | Traci van Horn    | 3 | 4 | 4 |   | 11 |
| Morgan York               | Sarah             | 3 | 4 | 1 | 3 | 11 |
| Cody Linley               | Jake Ryan         | 4 | 2 | 2 | 1 | 9  |
| Frances Callier           | Roxy Roker        | 5 | 3 |   |   | 8  |
| Tammin Sursok             | Siena             |   |   |   | 8 | 8  |
| Hayley Chase              | Joannie           |   | 2 | 2 | 3 | 7  |
| Peter Allen Vogt          | Albert Dontzig    | 5 |   | 1 |   | 6  |
| Greg Baker                | Mr. Corelli       | 3 | 1 | 1 |   | 5  |
| Noah Cyrus                | Klein meisje      | 1 | 1 | 2 | 1 | 5  |
| Vicki Lawrence            | Ruth Stewart      | 1 | 1 | 2 | 1 | 5  |
| André Jamal Kinney        | Cooper Montgomery | 4 |   |   |   | 4  |
| Drew Roy                  | Jesse             |   |   | 1 | 3 | 4  |
| Brooke Shields            | Susan Stewart     |   | 2 | 1 |   | 3  |
| Dolly Parton              | Tante Dolly       | 1 | 1 |   | 1 | 3  |
| Selena Gomez              | Mikayla           |   | 2 |   |   | 2  |

### Nederlandse stemmen
- Miley/Hannah Merel Burmeister seizoen 1-4
- Lilly/Lola Robin Virginnie seizoen 1-4
- Oliver/Mike Maikel Nieuwenhuis seizoen 1-3 + 1 aflevering van seizoen 4 en Bart Fennis 2 afleveringen van seizoen 4
- Jackson Trevor Reekers seizoen 1-4
- Rico Jasper Sohier seizoen 1-2 - 1 afl van seizoen 2 en Boyan van der Heijden 1 afl van seizoen 2 + seizoen 3-4
- Robby Ray Tony Neef seizoen 1-2 en Paul Disbergen seizoen 3-4
- Oma Patty Paff seizoen 1-4
- Leslie “Jake” Ryan Daan Loenen seizoen 1, Levi van Kempen seizoen 2 en Sander van der Poel seizoen 3-4
- Tante Dolly Jody Pijper seizoen 1 en Hilde de Mildt seizoen 2-4

Bron: Disney+

### Gastrollen
- Ray Liotta (4: "Hannah Montana to the Principal's Office")
- Angus T. Jones (4: "Sweet Home Hannah Montana)
- Sheryl Crow (4: "It's the End of the Jake as We Know It")
- Christine Taylor (4: "California Screamin")
- Sterling Knight: Lucas ("My Best Friend's Boyfriend")
- Corbin Bleu: Johnny Collins (2: "Lilly, Do You Want to Know a Secret", "We're All on This Date Together")
- Paul Vogt: Dontzig (4: "Miley Get Your Gum", "Torn Between Two Hannahs", "Bad Moose Rising" & "The Idol Side of Me")
- Ashley Tisdale: Maddie Fitzpatrick (1, "On the Road Again")
- Lisa Arch: Liza (2: "You're So Vain, You Probably Think This Zit is About You" and "Smells Like Teen Sellout")
- Brooke Shields: Susan Stewart (2: "I Am Hannah, Hear Me Croak", "The Way We Almost Weren't", 3: "He Could Be The One" & 4: "Wherever I Go")(moeder van Jackson en Miley)
- Larry David: zichzelf (1: "My Best Friend's Boyfriend")
- Madison Pettis: Sophie Martinez (1: "Take This Job and Love It!")
- John D'Aquino: President Richard Martinez (1, "Take This Job and Love It!")
- Jesse McCartney: zichzelf (1: "When You Wish You Were the Star")
- Donny Osmond: zichzelf (1: "We're All on This Date Together")
- Ray Romano: zichzelf (1: "We're All on This Date Together")
- Jonas Brothers: zichzelf (1: "Me and Mr. Jonas and Mr. Jonas and Mr. Jonas")
- Dwayne Johnson: zichzelf (1: "Don't Stop 'Til You Get the Phone")
- Heather Locklear: Heather Truscott (1: "Lilly's Mom Has Got It Going On")
- Joey Fatone: Joey Vitolo (1: "Bye Bye Ball")
- Juliette Goglia: Angela Vitolo (1: "Bye Bye Ball")
- Karina Smirnoff: Madame Escajeda (1: "Everybody Was Best-Friend Fighting")
- David Koechner: oom Earl (1: We're So Sorry (Uncle Earl))
- Vicki Lawrence: Mamaw Ruthie Stewart (3: "Grandmas Don't Let Your Babies Grow Up to Play Favorites", "I Will Always Loathe You" & "B-B-B-Bad to the Chrome", 4: "Wherver I Go")
- Anita Finlay: Jeanette Harris (1: "Test Of My Love")
- Selena Gomez (Mikayla, zangeres van een popgroep, Rivaal van Hannah Montana)

## Mensen die Miley's geheim kennen
- Robby Stewart (Billy Ray Cyrus), vader.
- Susan Stewart (Brooke Shields), moeder.
- Jackson Stewart (Jason Earles), broer.
- Roxy (Frances Callier), bodyguard.
- Tante Dolly (Dolly Parton), peetmoeder.
- Fermine (Matt Winston), ontwerper.
- Oma Stewart (Vicki Lawrence), oma.
- Bobby Ray Stewart (Billy Ray Cyrus), oom.
- Luann Stewart (Miley Cyrus), nicht.
- Oom Earl (David Koechner)
- Tante Pearl
- Lilly Truscott (Emily Osment), beste vriendin.
- Heather Truscott (Heather Locklear), Lilly's moeder.
- Oliver Oken (Mitchel Musso), beste vriend.
- Nancy Oken, Oliver's moeder.
- Jake Ryan (Cody Linley), (ex-)vriendje.
- Dokter Meyer (Tim Russ)
- Vita (Vanessa Williams) Hannah's assistente.
- Travis (Lucas Till) Miley's (ex-)vriendje in de film.
- Toeschouwers van show in de film.
- Dochter van agent Diaria
- Agent Diaria
- Siena (Tammin Sursok), vriendin van Jackson
- Jesse (Drew Roy), Miley's vriendje vanaf seizoen 4.
- Na de aflevering "I'll always remember you" kent iedereen Miley's geheim, ze maakt het bekend op tv tijdens een talkshow.

## Discografie

### Albums
| Album met eventuele hitnotering(en) in de Nederlandse Album Top 100 | Datum van verschijnen | Datum van binnenkomst | Hoogste positie | Aantal weken | Opmerkingen |
| ------------------------------------------------------------------- | --------------------- | --------------------- | --------------- | ------------ | ----------- |
| Hannah Montana forever                                              | 2008                  | 09-08-2008            | 67              | 6            | Soundtrack  |

### Dvd's
| Dvd's met hitnoteringen in de Nederlandse Music Top 30 | Datum van verschijnen | Datum van binnenkomst | Hoogste positie | Aantal weken | Opmerkingen                    |
| ------------------------------------------------------ | --------------------- | --------------------- | --------------- | ------------ | ------------------------------ |
| Best of both worlds concert                            | 2008                  | 06-12-2008            | 15              | 7            | Hannah Montana met Miley Cyrus |